# Détroit de Tañon
Le détroit de Tañon, en anglais Tanon Strait, est un détroit de l'océan Pacifique baignant les côtes des Philippines. Il sépare l'île de Negros à l'ouest de celle de Cebu à l'est en faisant communiquer la mer de Visayan au nord et la mer de Bohol au sud. Orienté nord-sud et de forme linéaire, son extrémité méridionale est constitué d'un resserrement face à l'île Siquijor tandis qu'à son extrémité septentrionale, il s'élargit face à l'île Bantayan.

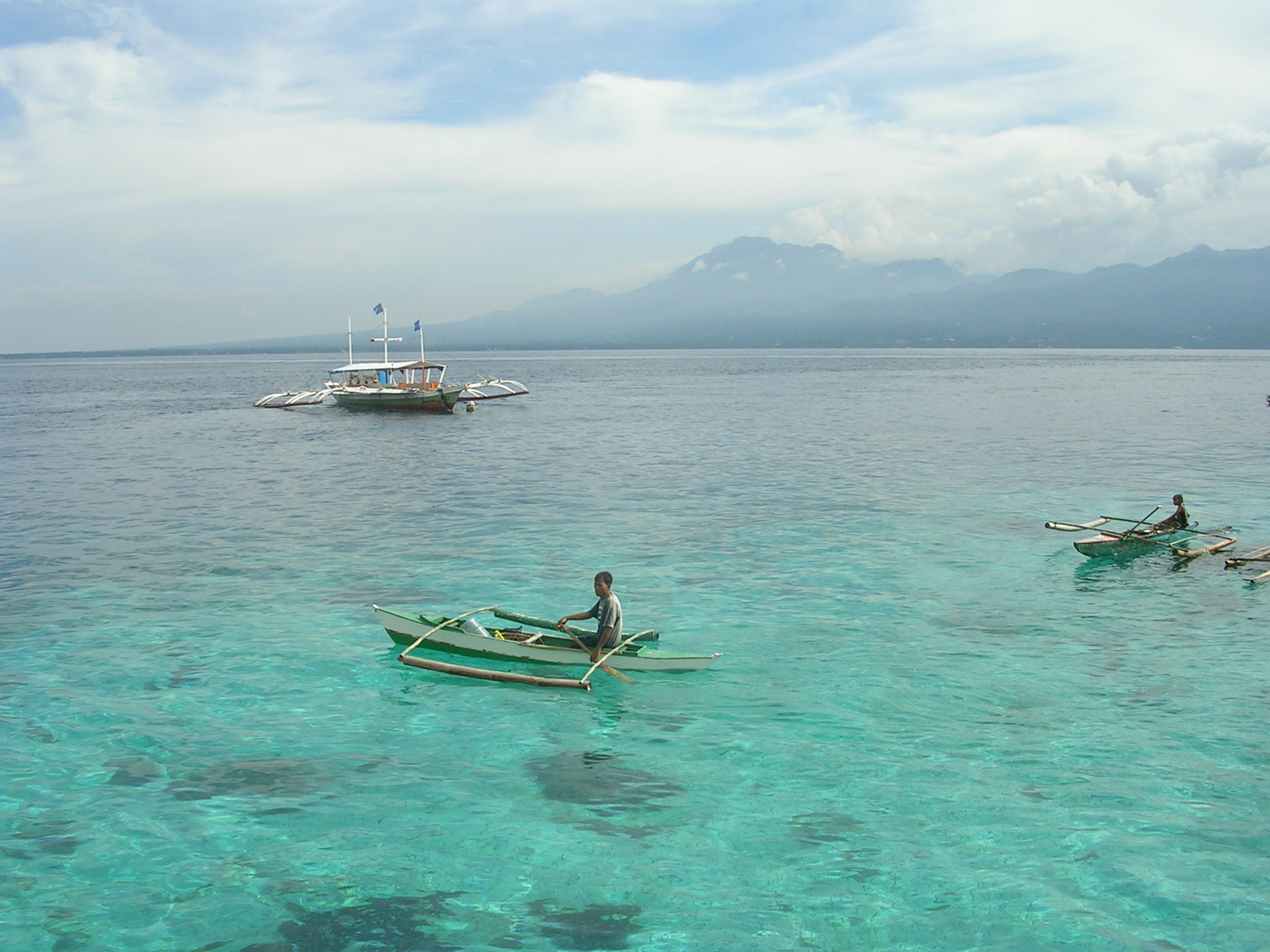
Vue de l'extrémité méridionale du détroit de Tañon depuis Cebu avec Negros à l'horizon.